# Eurofighter Typhoon
A Eurofighter Typhoon (korábban: ECA, ACA, EFA, EAP, EF–2000) negyedik generációs vadászbombázó repülőgép, melyet négy európai ország: Nagy-Britannia, Németország, Olaszország és Spanyolország közös összefogással hozott létre, elsősorban az elavulófélben lévő Panavia Tornado repülőgépek leváltására. A program az 1970-es évek végén indult német–angol együttműködésként, amelybe később Franciaország is beszállt egy időre, majd kilépett a programból, saját, hasonló kialakítású Rafale repülőgépét fejlesztve. A fejlesztés a költségvetési megszorítások és a hidegháború vége miatt nagyon lassan haladt. Jelenleg a repülőgépek gyártása mellett az EADS konszern intenzív marketingtevékenységet folytat a repülőgép külföldi eladása érdekében. Eddig Ausztria (15 darab) és Szaúd-Arábia (72 darab) rendelte meg a repülőgépet, valamint rendszeresítését fontolgatja Görögország és Törökország is.

## Történet

### Gyártás
A 250. gépet – az IS038 jelű kétülésest – 2010. december 22-én adták az Olasz Légierőnek a Pratica di Mare légi támaszponton, ami a Kísérleti repülőegység (Centro Sperimentale Volo) 311. osztályába került (311° Gruppo). Enzo Casolini szerint az átadott kétszázötven gép jól mutatja a program képességeit, hiszen egyetlen új generációs vadászbombázóból sem állítottak hadrendbe ennyit.
A BAE Systems elnyerte a fejlesztő- és gyártóországok által kiírt pályázatot, amely a négy európai ország Typhoon flottájának szerviztámogatásáról szólt. Keretösszege 446 millió GBP, időtartama öt évre szólt.
| Megrendelt és leszállított repülőgépek | Megrendelt és leszállított repülőgépek               | Megrendelt és leszállított repülőgépek         | Megrendelt és leszállított repülőgépek         | Megrendelt és leszállított repülőgépek         | Megrendelt és leszállított repülőgépek         | Megrendelt és leszállított repülőgépek         | Megrendelt és leszállított repülőgépek         |
| Sorozat                                | Egyesült Királyság                                   | Németország                                    | Olaszország                                    | Spanyolország                                  | Ausztria                                       | Szaúd-Arábia                                   | Összesen                                       |
| -------------------------------------- | ---------------------------------------------------- | ---------------------------------------------- | ---------------------------------------------- | ---------------------------------------------- | ---------------------------------------------- | ---------------------------------------------- | ---------------------------------------------- |
| Prototípusok                           | DA2 (ZH588) DA4 (ZH590; 1. kétüléses)                | DA1 (98+29) DA5 (98+30)                        | DA3 (MMX602) DA7 (MMX603)                      | DA6 (XCE.16-01; 2. kétüléses)                  | -                                              | -                                              | 7                                              |
| Nullsorozat                            | IPA1 (ZJ699; 3. kétüléses) IPA5 (ZJ700) IPA6 (ZJ938) | IPA3 (98+03; 5. kétüléses) IPA7 (98+07)        | IPA2 (MMX614; 4. kétüléses)                    | IPA4 (C.16-20)                                 | -                                              | -                                              | 7                                              |
| Tranche 1                              | 53                                                   | 33                                             | 28                                             | 19                                             | 15                                             | -                                              | 148                                            |
| Tranche 2                              | 67                                                   | 79                                             | 47                                             | 34                                             | -                                              | 24                                             | 251                                            |
| Tranche 3A                             | 40                                                   | 31                                             | 21                                             | 20                                             | -                                              | 48                                             | 160                                            |
| Összesen:                              | 160                                                  | 143                                            | 96                                             | 73                                             | 15                                             | 72                                             | 559                                            |
| Megjegyzés:                            | a dőlt szám a leszállított mennyiséget mutatja       | a dőlt szám a leszállított mennyiséget mutatja | a dőlt szám a leszállított mennyiséget mutatja | a dőlt szám a leszállított mennyiséget mutatja | a dőlt szám a leszállított mennyiséget mutatja | a dőlt szám a leszállított mennyiséget mutatja | a dőlt szám a leszállított mennyiséget mutatja |

Forrás:

## Szerkezeti felépítés

### Sárkány
A Eurofighter sárkányának tervezésénél az alacsony radarkeresztmetszet és a nagy szerkezeti szilárdság szem előtt tartása mellett a rendkívül jó manőverezőképesség is kiemelt figyelmet kapott. A szerkezetet 85%-ban magas minőségű szénszálas kompozit anyagokból építették, a lehető legkevesebb fém alkatrész felhasználásával.

### Szárny és vezérsíkok
Kacsa elrendezésű deltaszárny

### Hajtóművek
2 db Eurojet EJ200 utánégetős kétáramú gázturbinás sugárhajtómű, amely a korábbi Rolls-Royce XG-40-es hajtómű továbbfejlesztett variációja. 

### Katapultülés
Martin-Baker MK-16A zéró/zéró képességgel

## Avionika és fegyverrendszer

### Fedélzeti rádiólokátor
ECR-90 Euroradar CAPTOR 

### Fegyverzet
Légiharc-rakéták
Légibombák
A BAE Systems tájékoztatója szerint a wales-i Aberporth lőtéren (Aberporth Range) 2011 március elején megkezdték a Paveway IV bombák légi tesztjeit Nat Makepeace tesztpilóta vezetésével, az IPA6 jelű együléses tesztrepülőgéppel. A tesztsorozat sikeresen folyt le, a Brit Védelmi Minisztérium (MoD) 2012 év elejére tervezte a Typhoonok rendszereibe integráltatni a fegyvert.
Manőverező robotrepülőgépek

## Típusváltozatok

### Együléses változatok
A prototípusok közül öt darab volt együléses: DA1 (98+29), DA2 (ZH588), DA3 (MMX602), DA5 (98+30), DA7 (MMX603), a nullsorozatok közül négy.

### Kétüléses változatok
A prototípusok közül kettő darab volt kétüléses: DA4 (ZH590) és DA6 (XCE.16-01), a nullsorozatok közül három.

### Prototípusok
DA (Development aircraft – )
- DA1 (Németország, együléses, 98+29)
- DA2 (Egyesült Királyság, együléses, ZH588)
- DA3 (Olaszország, együléses, MMX602)
- DA4 (Egyesült Királyság, 1. kétüléses, ZH590)
- DA5 (Németország, együléses, 98+30)
- DA6 (Spanyolország, 2. kétüléses, XCE.16-01)
- DA7 (Olaszország, együléses, MMX603)

### Nullsorozatok
IPA (Instrumented Production Aircraft – )
- IPA1 (Egyesült Királyság, kétüléses, ZJ699)
- IPA2 (Olaszország, kétüléses, MMX614)
- IPA3 (Németország, kétüléses, 98+03)
- IPA4 (Spanyolország, együléses, 11-91/C.16-20)
- IPA5 (Egyesült Királyság, együléses, ZJ700)
- IPA6 (Egyesült Királyság, együléses, ZJ938)
- IPA7 (Németország, együléses, 98+07)

### Sorozatban gyártottak

#### Tranche 1
Block 1
Block 1B
Block 2
Block 2B
Block 5

#### Tranche 2
Block 8
Block 10
Block 15
Block 20

## Megrendelő és üzemeltető országok
A típust jelenleg hét ország légiereje üzemelteti.

### Brit Királyi Légierő
Két prototípussal teszteltek: a DA2 (ZH588) együlésessel és a DA4 (ZH590) kétülésessel, mely az első ilyen változat volt.
Megrendelt:
- Tranche 1: 53
- Tranche 2: 67
- Tranche 3A: 40
- Összesen: 160 darab

A Guardian újság nyomán látott napvilágot 2011 év elején, hogy a RAF 2015-re tervezi kivonni korai, 2005-től gyártott Trench 1 sorozatú repülőit a szolgálatból, ugyanis átépítésük a későbbi Trench 3 változatra túl költséges lenne. Ez 55, zömében kétüléses repülőgépet jelent. A 2011 év eleji állapot szerint körülbelül 160 darab repülőgép áll a brit légierő állományában, ezt ebben az évtizedben 100-ra tervezik levinni. A legtöbb gép RAF Coningsby-ben települ. A légierő sajtószóvivőjére hivatkozva, inkább eladnák őket, semmint kivonnák és leselejteznék őket.

### Német Légierő
Két együléses prototípussal teszteltek: a DA1 (98+29) és a DA5 (98+30).
Megrendelt:
- Tranche 1: 33
- Tranche 2: 79
- Tranche 3A: 31
- Összesen: 143 darab

### Olasz Légierő
Két együléses prototípussal teszteltek: a DA3 (MMX602) és a DA7 (MMX603).
Megrendelt:
- Tranche 1: 28
- Tranche 2: 47
- Tranche 3A: 21
- Összesen: 96 darab

### Spanyol Légierő
Egy kétüléses prototípussal teszteltek: a DA6 (XCE.16-01), ami a második kétüléses változat volt.
Megrendelt:
- Tranche 1: 19
- Tranche 2: 34
- Tranche 3A: 20
- Összesen: 73 darab

### Osztrák Légierő
Ausztria a típus első „külföldi”, nem gyártó és fejlesztőország általi megrendelője. Az eredeti tervek szerint 24 darab új gépre adtak le megrendelést, amit kormányváltást követően 18 darab Tranche 2-re, majd 15 használt és csak együléses, első sorozatú Tranche 1 gépre mérsékeltek. Az első gép szolgálatba állása 2007. július 12-én történt, ez a repülőgép két év alatt több mint 1100 órát repült a zeltwegi Légifelügyeleti ezred (Überwachungsgeschwader) 1. és a 2. századának állományában. A tizenötödik és egyben utolsó megrendelt együléses Typhoon-t 2009. szeptember 24-én vették át.
- Überwachungsgeschwader, Zeltweg
  - Staffel 1
  - Staffel 2
- 7L–WA, 7L–WB, 7L–WC, 7L–WD, 7L–WE, 7L–WF, 7L–WG, 7L–WH, 7L–WI, 7L–WJ, 7L–WK, 7L–WL, 7L–WM, 7L–WN (30+19), 7L–WO.

### Katari Légierő
Katar összesen 24 repülőgépet rendelt: 4 darab kétülésest és 20 darab együlésest.

### Szaúdi Királyi Légierő
2000-es évek végén 24+48 darabos megrendelést tettek a britek felé, rekordméretű összegért. Mivel a teljesítési határidőt meglehetősen rövidre szabták a szaúd-arábiaiak, a britek a RAF Coningsby-ben települő elsőlépcsős alakulatok állományából vontak ki 24 darabot. Ezek mindegyike Tranche 2 Block 8 volt. Ezen felül a megrendelés egy komplett repülőtér építését is tartalmazta kiszolgálóépületekkel együtt. A 48 darabos mennyiséget Szaúd-Arábiában kell összeszerelnie a BAE Systemsnek. A huszonnégy repülőgépből hat darab kétüléses.
Együléses Tranche 2 Block 8 (F): 
- (8 db) ZK060/1001, ZK061/1002, ZK062/1003, ZK063/1004, ZK064/1005, ZK065/1006, ZK066/1007, ZK068/1008
- (10 db) ZK075/307, ZK076/308, ZK077/309, ZK078/310, ZK079/311, ZK080/312, ZK081, ZK082, ZK083, ZK084.

Kétüléses Tranche 2 Block 8 (T):
- (6 db) ZK069/301, ZK070/302, ZK071/303, ZK072/304, ZK073/305, ZK074/306.

## Balesetek, veszteségek
- 2010. augusztus 24-én délelőtt 9:30 körül (helyi CET szerint) kiképzési repülés teljesítése közben lezuhant a Spanyol Légierő 11. vadászezredének egyik kétüléses Eurofighter Typhoon T-je a Sevilla közelében lévő Morón Légibázis területén. A gép hátsó ülésén ülő pilóta – a kiképzőfeladatokat végrehajtó Abdullah Al Zahrani, a Szaúdi Királyi Légierő alezredese – életét vesztette. A közvetlenül a felszállást követő repülőeseményben az elöl ülő spanyol pilóta sikeresen, sérülések nélkül katapultált. A típus hadrendbe állított változatai közül ez az első gépveszteség.[23][24][25]

## Kiállított példányok
- DA2/ZH588: a második prototípus a RAF Museum London-ban (Colindale) látható.
- DA4/ZH590: az egyik kétüléses RAF gép a duxfordi Imperial War Museum-ban.[26]

### Periodikumok
- A Haditechnika c. folyóirat cikke:
  - Buza Zoltán: Eurofighter 2000. Haditechnika 1997/3, 21–25.